# Бранислав Тарашкевич
Бранислав Адамович Тарашкевич (блр. Браніслаў Адамавіч Тарашкевіч; лац. Branisłaŭ Adamavič Taraškievič, пољ. Bronisław Adamowicz Taraszkiewicz; Мачиулукшес, 20. јануар 1892 — Минск, 29. новембар 1938) био је белоруски лингвиста, политичар и комуниста.
Тарашкевич је познат по томе што је био творац стандардизоване форме белоруског језика. Тарашкевичев први покушај стандардизације је извршио почетком 20. века. Ова стандардизована форма, коју је написао у својој књизи, касније је била "русизована" током совјетског периода. Као резултат тога белоруски језик има две стандардизоване форме: савремени белоруски ( русизован) и класични белоруски ( тарашкевица). Тарашкевицу користи још увек група интелектуалаца у белоруској дијаспори.
Тарашкевич је био члан комунистичке партије западне Белорусије (блр. Камуністычная партыя Заходняй Беларусі) и у Пољској је због тога био затворен од стране власти (1928—1930). Као члан белоруског представничког клуба, био је и члан пољског парламента 1922. и 1927. године. Тарашкевич је превео књигу „Господин Тадија” (пољ. Pan Tadeusz) са пољског на белоруски језик.
Године 1933. Тарашкевич бива пуштен из затвора због пољско-руског споразума о размени заробљеника у замену за Франтишека Олехновича, белоруског новинара и драмског писца који је служио казну у Гулагу.
Ухапшен је и погубљен током Велике чистке 1938. године.